# Шабаново (Бежаницкий район)
Шабаново — деревня на севере Бежаницкого района Псковской области. Входит в состав сельского поселения муниципальное образование «Добрывичская волость».
Расположена на берегу реки Уда (у её истока), в 35 км (или в 76 км по дорогам) к северо-востоку от райцентра Бежаницы и в 18 км к северо-востоку от волостного центра, деревни Добрывичи.

## Население
Численность населения деревни по состоянию на 2000 год составила 29 жителей.

## История
До 2005 года входила в состав ныне упразднённой Соколовской волости.